# Dactylotrochus cervicornis
Dactylotrochus cervicornis är en korallart som först beskrevs av Henry Nottidge Moseley 1881.  Dactylotrochus cervicornis ingår i släktet Dactylotrochus och familjen Caryophylliidae. Inga underarter finns listade i Catalogue of Life.